# Lado Vavpetič
Lado Vavpetič, slovenski pravnik, politik, pedagog, raziskovalec in akademik * 1902 Krško, † 1982 Ljubljana.
Njegova družina je v Krškem gojila stike z odvetnikom in literatom Janezom Mencigerjem ter Antonom Sovretom, ki sta prispevala k izobrazbi mladega Lada Vavpetiča.
Šolal se je v Krškem in po maturi na gimnaziji v Zavodu sv. Stanislava v Šentvidu nad Ljubljano dokončal študij prava na Univerzi v Ljubljani. Leta 1926 je diplomiral in 1932 v Ljubljani odprl odvetniško pisarno, ki je delovala do njegovega odhoda v partizane v letu 1943. Med študijem sta nanj vplivala profesorja Leonid Pitamic in Djodje Tasić.
V času pred II. svetovno vojno se je poleg odvetniške službe udejstvoval tudi na področju kulture in politike. Že kot dijak je pisal in urejal glasilo Domače vaje, s Tonetom Kraljem je v Krškem 1923 ustanovil umetniško zadrugo VIS in kot tajnik leta 1927 sodeloval v ustanovitvenem odboru Moderne galerije v Ljubljani. Na društvenem področju je bil član Akademskega društva Triglav, Soča in drugih. Objavljal je v več časnikih in strokovnih glasilih. 
Politično se je udejstvoval v vodstvu Slovenske kmečko-delavske stranke, ki je sodila v krog Kmečko-demoratske koalicije in se je junija 1941, kot predstavnik njenega levega krila, vključil v vrhovni plenum Osvobodilne fronte. 
Med vojno je do septembra 1943 vodil odvetniško pisarno in nato na poziv IO OF odšel na osvobojeno ozemlje, kjer je opravljal različne funkcije. Na Kočevskem zboru, je bil izvojen v Vrhovni plenum OF, se kot delegat udeležil 2. zasedanja AVNOJ in bil od leta 1944 član IO OF. Leta 1943 je v Suhorju pri Metliki soorganiziral zbor slovenskih pravnikov.
V prvi povojni slovenski vladi je bil od maja do decembra 1945 minister za trgovino in preskrbo, a se je nato umaknil iz politike.
Decembra 1946 je bil izvoljen za rednega profesorja upravnega prava na Pravni fakulteti v Ljubljani, kjer je sodeloval pri ustanovitvi Inštituta za javno upravo ter opravljal raziskovalno delo na področju pravno-tehničnih značilnosti uprave in zlasti problemov humanizma in položaja upravnih znanosti v samoupravnem socializmu. V letih 1950/51 je bil dekan Pravne fakultete in v letu 1951/2 njen prodekan. Predaval je še na številnih univerzah in drugih ustanovah tedanje Jugoslavije in v tujini. 
Leta 1958 je bil izvoljen za rednega člana Slovenske akademije znanosti in umetnosti in 1979 za dopisnega člana tedanje Jugoslovanske akademije znanosti in umetnosti. Leta 1973 je prejel Kidričevo nagrado.
Kot predavatelj se je upokojil v letu 1972, izvoljen je bil tudi za zaslužnega profesorja ljubljanske univerze, vendar je akademsko in raziskovalno delo nadaljeval na SAZU, do smrti v letu 1982.